# 聊斎志異
『聊斎志異』（りょうさいしい、拼音: Liáo zhāi zhì yì）は、中国の清代前期の短編小説集。作者は蒲松齢（1640年（崇禎13年） - 1715年（康熙54年））。
藤田(1954)によれば「中國古来の筆記小説の系統を引く數多い文語體の小説の中に在って、短編小説として最も傑出しているということは、既に定評となって」おり、今井(2010)によれば、怪異文学の最高峰と言われている。

## 概要
聊齋は蒲松齢の書斎の名による号であり、『聊齋志異』とは「聊齋が異を志す」の意味。内容は神仙、幽霊、妖狐等にまつわる怪異譚で、当時世間に口伝されていたものを収集して文言小説の形にまとめたものであるが、作者の没後約半世紀を経て刻本として上梓された。版本によって異同があるが、およそ500篇の作品を収録している。
阿部泰記によれば、『聊斎誌異』は肯て常識を無視し、浮薄な世情に堪え得る強靱な精神を礼讃する話ばかりを好んで載せている。また阿部は劇作家・白話小説家李漁（りぎょ）の、世の浅見や軽薄を嘲笑し、常識に縛られぬ、患難な世情に堪え得る人間を滑稽な筆致で称讃する作品からの影響を指摘している。
聊斎志異がいつ頃書かれたのかについて正確な所は分からないが、常石茂によれば第2巻の『地震』が1668年の出来事で、同じく第2巻の『蓮香』は1670年に孫蕙（そんけい、（中国語版））の幕客となるために南游した際に得たものであり、また自序が蒲松齢40歳（1679年）の作であることから、まずは30歳代10年間の仕事だったとみられる。
蒲松齢は一応の区切りとして1679年に自序を書いたころ、同好者として才能を高く評価され、また親しく交流していた同郷の名士王士禛（おうししん、1634-1711年）に序文の執筆を依頼したとされている。
さらに以後も継続して書いており、第8巻の『夏雪』など蒲松齢68歳の時の話もある。結局、蒲松齢存命中は版本として刊行されることなく、多くの同好の士たちによる写本によって広まった。

### 抄本について
1766年の刻本刊行までに、いくつかの抄本（筆写本）が残存するが、完本としては『鋳雪斎抄本聊斎志異』がある。済南の朱氏による1723年の抄本（朱家抄本）を張希傑が筆写したもので、1751年の日付がある。字句の異同があるが、篇次等が手稿本に最も近い最早の抄本とされている。1975年に上海人民出版社から影印本が、1979年に上海古籍出版社（中国語版）から活字本が出版された。474篇収録されている。なお、朱家抄本は残存していない。
1948年、東北（満洲）の西豊解放の時、一貧農の家から聊斎志異の作者手稿本が発見された。ただしその所収は全編でなく237篇（重複が1篇あるので実質236篇）だった。またこの手稿本にあって1766年の刻本に含まれないものや手稿本以外の写本にみられるものなどがある。
1962年、『二十四巻抄本』が発見された。これは1750-65年筆写の抄本をさらに1821-74年の間に筆写したものと見られており、1980年に活字本が刊行された。474篇が収録されている。
1963年、北京で『異史・聊斎焚余存稿』と題された6巻12冊で485篇収録された抄本が発見された。用字からみて手稿本に近く欠落もないため、最も完全で比較的早い時期の抄本とされ、1989年中国書店から影印版が出版された。

### 版本について
事実上最初の刻本とされるのは、蒲松齢没後51年の1766年（乾隆31年）に趙起杲（ちょうきこう、1718?-1766）、飽廷博（ほうていはく、1728-1814年）らによって刊行された『青柯亭刻本』である。趙起杲は鄭方坤（ていほうこん、中国語版）が蒲松齢の出身地に近い山東兗州の知府だったという経歴から抄本を持っているのではと考え鄭方坤の息子を訪ねたところ写本全巻があった。息子が保有していた写本16巻から正副2抄本を作り、他の抄本と校合し鄭写本が原稿本であることを確認した。その後筆写のための借覧依頼に応じきれなくなり、また友人の飽廷博からも勧められ1763年に刊行を決意するが、1766年全12巻を刊行したところで趙起杲は急死した。残りの4巻の刊行を趙起杲の弟から依頼された飽廷博が、趙起杲没後7か月を経て全16巻の刊刻を完成させた。
作者手稿本の発見以来、蒲松齢のまとめた原稿の探求が行われてきたが、その成果として1962年に張友鶴輯校『聊齋誌異 會校會注會評本』が刊行された。これは手稿本と鋳雪斎抄本を基本として可能な限り著者の意図を復元すべく、各抄本・刊本で校訂したもので全12巻503篇を収録し、張友鶴による後記に各対校本についての詳しい情報が掲載されている。
任篤行が2000年に蒲松齢手稿本、康熙抄本を基本に諸本で校訂した、輯校『聊齋志異：全校會註集評』が齊魯書社（中国語版）から刊行された。さらに2016年には修訂版が人民文学出版社から刊行されている。

## 章節
1巻
「考城隍」「耳中人」「尸変（尸變）」「噴水」「瞳人語」「画壁（畫壁）」「山魈」「咬鬼」「捉狐」「蕎中怪」「宅妖」「王六郎」「偸桃」「種梨」「労山道士（勞山道士）」「長清僧」「蛇人」「斫蟒」「犬奸」「雹神（雹神）」「狐嫁女」「嬌娜」「僧孽（僧孽）」「妖術」「野狗」「三生」「狐入瓶」「鬼哭」「真定女（眞定女）」「焦螟」「葉生」「四十千」「成仙」「新郎」「霊官（靈官）」「王蘭」「鷹虎神（鷹虎神）」「王成」「青鳳（靑鳳）」「画皮（畫皮）」「賈児（賈兒）」「蛇癖」
2巻
「金世成」「董生」「石」「廟鬼」「陸判」「嬰寧」「聶小倩」「義鼠」「地震」「海公子」「丁前溪」「海大魚」「張老相公」「水莽草」「造畜」「鳳陽士人」「耿十八」「珠児（珠兒）」「小官人」「胡四姐」「祝翁」「猟婆龍（獵婆龍）」「某公」「快刀」「俠女」「酒友」「蓮香」「阿宝（阿寶）」「九山王」「遵化署狐」「張誠」「汾州狐」「巧娘」「呉令」「口技」「狐聯」「濰水狐」「紅玉」「龍」「林四娘」
3巻
「江中」「魯公女」「道士」「胡氏」「戲術」「丐僧」「伏狐」「蟄龍」「蘇仙」「李伯言」「黄九郎（黃九郎）」「金陵女子」「湯公」「閻羅」「連瑣」「単道士（單道士）」「白于玉」「夜叉国（夜叉國）」「小髻」「西僧」「老饕」「連城」「霍生」「汪士秀」「商三官」「于江」「小二」「庚娘」「宮夢弼」「鴝鵒」「劉海石」「諭鬼」「泥鬼」「夢別」「犬灯（犬燈）」「番僧」「狐妾」「雷曹」「賭符」「阿霞」「李司鑒」「五朗大夫」「毛狐」「翩翩」「黒獣（黑獸）」
4巻
「余徳（余德）」「楊千総（楊千總）」「瓜異」「青梅（靑梅）」「羅刹海市」「田七郎」「産龍（產龍）」「保住」「公孫九娘」「促織」「柳秀才」「水災」「諸城某甲」「庫官」「酆都御史」「龍無目」「狐諧」「雨銭（雨錢）」「妾杖撃賊（妾杖擊賊）」「秀才駆怪（秀才驅怪）」「姉妹易嫁（姊妹易嫁）」「続黄粱（續黃粱）」「龍取水」「小猟犬（小獵犬）」「棋鬼」「辛十四娘」「白蓮教」「双灯（雙燈）」「捉鬼射狐」「蹇償債」「頭滾」「鬼作筵」「胡四相公」「念秧」「蛙曲」「鼠戲」「泥書生」「土地夫人」「寒月芙蕖」「酒狂」
5巻
「陽武侯」「趙城虎」「螳螂捕蛇」「武技」「小人」「秦生」「鴉頭」「酒虫（酒蟲）」「木雕美人」「封三娘」「狐夢」「布客」「農人」「章阿端」「稞秭媼」「金永年」「花姑子」「武孝廉」「西湖主」「孝子」「獅子」「閻王」「土偶」「長治女子」「義犬」「鄱陽神」「伍秋月」「蓮花公主」「緑衣女（綠衣女）」「黎氏」「荷花三娘子」「罵鴨」「柳氏子」「上仙」「侯静山（侯靜山）」「銭流（錢流）」「郭生」「金生色」「彭海秋」「堪輿」「竇氏」「梁彦（梁彥）」「龍肉」
6巻
「潞令」「馬介甫」「魁星」「厙将軍（厙將軍）」「絳妃」「河間生」「雲翠仙」「跳神（跳神）」「鉄布衫法（鐵布衫法）」「大力将軍（大力將軍）」「白蓮教」「顔氏（顏氏）」「杜翁」「小謝」「縊鬼」「呉門画工（吳門畫工）」「林氏」「胡大姑」「細侯」「狼」「美人首」「劉亮採」「蕙芳」「山神（山神）」「蕭七」「乱離（亂離）」「豢蛇」「雷公」「菱角」「餓鬼」「考弊司」「閻羅」「大人」「向杲」「董公子」「周三」「鴿異」「聶政」「冷生」「狐懲淫」「山市」「江城」「孫生」「八大王」「戲縊」
7巻
「羅祖」「劉姓」「邵九娘」「鞏仙」「二商」「沂水秀才」「梅女」「郭秀才」「死僧」「阿英」「橘樹」「赤字」「牛成章」「青娥（靑蛾）」「鏡聴（鏡聽）」「牛」「金姑夫」「梓潼令」「鬼津」「仙人島」「閻羅薨」「顛道人」「胡四娘」「僧術」「禄数（祿數）」「柳生」「冤獄」「鬼令」「甄後」「宦娘」「阿繡」「楊疤眼」「小翠」「金和尚」「龍戲蛛」「商婦」「閻羅宴」「役鬼」「細柳」
8巻
「画馬（畫馬）」「局詐」「放蝶」「男生子」「鐘生」「鬼妻」「黄将軍（黃將軍）」「三朝元老」「医術（醫術）」「蔵虱（藏虱）」「夢狼」「夜明」「夏雪」「化男」「禽俠」「鴻」「象」「負屍」「紫花和尚」「周克昌」「嫦娥」「鞠樂如」「褚生」「盗戸（盜戶）」「某乙」「霍女」「司文郎」「醜狐」「呂無病」「銭卜巫（錢卜巫）」「姚安」「採微翁（採薇翁）」「崔猛」「詩讞」「鹿銜草」「小棺」「邢子儀」「李生」「陸押官」「蔣太史」「邵士梅」「顧生」「陳錫九」
9巻
「邵臨淄」「于去悪（于去惡）」「狂生」「俗」「鳳仙」「佟客」「遼陽軍」「張貢士」「愛奴」「単父宰（單父宰）」「孫必振」「邑人」「元宝（元寶）」「研石」「武夷」「大鼠」「張不量」「牧豎」「富翁」「王司馬」「岳神（岳神）」「小梅」「薬僧（藥僧）」「于中丞」「皂隸」「績女」「紅毛氈」「抽腸」「張鴻漸」「太医（太醫）」「牛飛」「王子安」「刁姓」「農婦」「金陵乙」「郭安」「折獄」「義犬」「楊大洪」「查牙山洞」「安期島」「沅俗」「雲蘿公主」「鳥語」「天宮」「喬女」「蛤此名寄生」「劉夫人」「陵県狐（陵縣狐）」
10巻
「王貨郎」「疲龍」「真生」「布商」「彭二掙」「何仙」「牛同人」「神女（神女）」「湘裙」「三生」「長亭」「席方平」「素秋」「賈奉雉」「胭脂」「阿繊（阿纖）」「瑞雲」「仇大娘」「曹操塚」「龍飛相公」「珊瑚」「五通」「申氏」「恒娘（恆娘）」「葛巾」
11巻
「馮木匠」「黄英（黃英）」「書痴」「斉天大聖（齊天大聖）」「青蛙神（靑蛙神）」「任秀」「晩霞（晚霞）」「白秋練」「王者」「某甲」「衢州三怪」「拆樓人」「大蠍」「陳雲犧」「司札吏」「蚰蜓」「司訓」「黒鬼（黑鬼）」「織成」「竹青（竹靑）」「段氏」「狐女」「張氏婦」「于子游」「男妾」「汪可受」「牛犢」「王大」「楽仲（樂仲）」「香玉」「三仙」「鬼隸」「王十」「大男」「外国人（外國人）」「韋公子」「石清虚（石淸虛）」「曽友于（曾友于）」「嘉平公子」
12巻
「二班」「車夫」「乩仙」「苗生」「蠍客」「杜小雷」「毛大福」「雹神」「李八缸」「老龍船戸（老龍船戶）」「青城婦（靑城婦）」「鳥」「古瓶」「元少先生」「薛慰娘」「田子成」「王桂庵」「寄生附」「周生」「褚遂良」「劉全」「土化兎（土化兔）」「鳥使」「姫生（姬生）」「果報」「公孫夏」「韓方」「紉針」「桓侯」「粉蝶」「李檀斯」「錦瑟」「太原獄」「新鄭訟」「李象先」「房文淑」「秦檜」「浙東生」「博興女」「一員官」「丐汕」「人妖」「蟄蛇」「晋人（晉人）」「龍」「愛纔」

## 後世への影響
『聊斎志異』の流行によって六朝時代の志怪小説復興は模倣者を生み活況を取り戻し始めたが、およそ80年後この動きに拍車をかけたのが袁枚（えんばい、1716年-1797年）と紀昀 （きいん、1724-1805年）である。袁枚が晩年に著したのが『子不語』正編・続編である。『子不語』はほぼ蒲松齢の路線にのっとって書かれている。一方、紀昀（きいん、1724-1805年）は蒲松齢の才能を認めながらも作者の恣意による架構の世界を展開する戯作として低級なものと主張し、反聊斎の姿勢を鮮明にし『閲微草堂筆記』（えつびそうどうひっき）を著した。
日本には江戸時代の後期に伝わり、事例は多くないが、受容され翻訳、翻案がなされた。読本（よみほん）の元祖とされる都賀庭鐘の『莠句冊』（ひつじぐさ、1786年）第二巻第三篇『求冢俗説の異同 冢の神霊問答の話』（もとめづかぞくせつのいどうつかのかみのれいもんどうのこと）は巻十『恆娘』の翻案である。また森島中良『拍掌奇談凩草紙』（はくしょうきだんこがらしそうし） 1792年、9篇中7編が『聊斎志異』の翻案である。
曲亭馬琴の『押絵鳥痴漢高名』（おしえどりあほうのこうみょう、1797年）は聊斎志異の翻案とされる。
明治にはいると、神田民衛（かんだたみえ）『艶情異史：聊斎志異抄録』（えんじょういし：りょうさいしょうろく）（1887年、明進堂）『王桂庵』『細柳』『寄生』『恒娘』『五通』の5篇を翻訳した。これは石川鴻斎の漢文小説『夜窓鬼談』（1894年、吾妻健三郎 出版）に影響を与えたとされる。
依田学海は『蓮花公主』を翻案して短編小説『小野篁』（をののたかむら）を『新著百種』第八号（1890年）に発表した。しかし森鴎外は、この作品を創作ではなく翻訳に過ぎないと指摘している。
森鷗外の妹である小金井きみ子は同じ頃『文學評論 しからみ草紙』に、巻一『畫皮』（画皮）を『皮一重』（1890年）と題して偽古風文体の日本語訳を発表した。ただしこの年代のものは後の時代の翻訳とは意味合いが異なっている。藤田祐賢はほぼ70年後の慶応義塾創立百年記念論文集〈文学部編〉に寄せた論文で、『皮一重』は原文に忠実な訳ではなく、かなり潤色を施したもので、翻訳ではなく翻案と認識していると述べている。
『聊斎志異』を、訓読や擬古文体でない現代日本語に訳した最初の人は、国木田独歩である。独歩は、矢野龍渓から中国土産として『聊斎志異』を手に入れ、1903年から、『東洋画報』において、自ら訳した『聊斎志異』から計4篇を発表している。さらに1906年、独歩が編集に加わった『支那奇談集』（1 - 3編）が出版された。藤田祐賢によれば、その中には蒲原有明の翻訳を含む54篇の『聊斎志異』からの日本語訳が収録され、当時第一の『聊斎志異』の訳書となった。藤田祐賢はこれについても「厳密な意味では翻訳というより、敷衍譚、意訳とでもいうべきもの」だと指摘している。
1919年になって、柴田天馬の最初の翻訳35篇が刊行された。後に井伏鱒二も柴田天馬訳の賛辞を書いている。司馬遼太郎も初期エッセイの一節で、柴田天馬訳のファンだったと述べている。続いて1926年に、田中貢太郎の翻訳34篇が刊行される。
ヨーロッパでは1880年にハーバート・ジャイルズが『聊斎志異』から162篇を抜粋英訳したが、これは削除ないし簡略化がなされているとチャールズ・エールマー（英語版）から評されている。
ドイツでは1911年、 マルティン・ブーバー の『中国幽霊・恋愛物語集』Chinesische Geister- und Liebesgeschichten が聊斎志異からのドイツ語訳16篇を収録しているが、これは上記ジャイルズの英訳を知人の中国人の協力を得て是正した独訳である。この選集に対しカフカは、後に彼の婚約者となったフェリーツェ宛ての1913年1月16日付けの手紙の中で、これは自分の「知る限り」では「すばらしい」本だと留保つきで称賛している。

## 翻案作品等
- 芥川龍之介『酒虫』[注 16]- 1916年に発表、巻五『酒蟲』の翻案。
- 佐藤春夫『支那童話集』（アルス〈アルス日本児童文庫〉、1929年）-『東周列国志』『聊斎志異』『今古奇観』『太平広記』などから材料を集めた翻案集。
- 太宰治『清貧譚』、『竹青』[25]- 田中貢太郎訳『聊斎志異』に触発された短編
- 火野葦平『中国艶笑物語 私版聊斎志異』学風書院 1955年、河出新書 1956年 -『聊斎志異』から10篇[26]（後者は内8篇）を翻案した。
- 安岡章太郎『私説聊斎志異』- 原作者の生きかたと自身の人生を重ね合わせた作品。
朝日新聞社 1975年。主な新版「安岡章太郎集 6」岩波書店 1986年 ISBN 978-4000910767、講談社文芸文庫(電子書籍化) 1997年 ISBN 978-4061975576 等に収録
- 森敦『私家版 聊齋志異』- 19話を翻案した
潮出版社 1979年 、新版「P+D BOOKS」小学館 2018年 - 電子書籍化。ISBN 978-4-09-352330-1。他に『森敦全集 第6巻 作品編』筑摩書房 1993年 ISBN 4480700366
- 陳舜臣『聊斎志異考 中国の妖怪談義』（中央公論社 1994年。中公文庫 1997年8月→新版2011年6月 ISBN 9784122054974）
表題では論書のようだが、実際は鋳雪斎抄本から12編を選び、蘊蓄・私見を交えたリライト短編集。
- 澁澤龍彦『うつろ舟』福武書店 1986年（のち河出文庫ほか）。晩年の短編集（8篇）で聊斎志異から一部素材を得ている
- 小林恭二『本朝聊斎志異』集英社 2004年。ISBN 978-4087746761。日本を舞台とした短編54篇。
- 閻連科『聊斎本紀』（2023年）。谷川毅訳、河出書房新社、2025年。ISBN 978-4309209258。

作品論
- 稲田孝『聊斎志異―玩世と怪異の覗きからくり』講談社選書メチエ 1994年 ISBN 978-4062580151。
  - 新版『聊斎志異を読む 妖怪と人の幻想劇』講談社学術文庫、2001年 ISBN 4061594923
- 楊逸『楊逸が読む聊斎志異』（明治書院、2011年）。作品エッセイと、言及された作品の現代語訳（黒田真美子訳）。
- 胡興智『現代中国語版 聊斎志異』（NHK出版、2012年）。中国語教材、日本語訳付き。

児童向け、コミックほか
- 佐藤さとる 『机の上の仙人 机上庵志異』ゴブリン書房、2014年（加筆・修正版、岡本順 画）ISBN 978-4902257298
  - 元版『新仮名草子―机上庵志異』講談社、1982年、のち講談社文庫 ISBN 978-4061836389。ファンタジー短編集で15篇収録
- 『聊斎志異〜中国の怪異譚』渡辺仙州訳、浦正・絵、小学館。電子書籍で再刊
- 手塚治虫は、1971年 - 1987年に『新・聊斎志異』と銘打って漫画シリーズを著した[27]。
- 諸星大二郎『諸怪志異』、主に宋代中国を舞台とする怪奇漫画短編集

「古の神怪譚を新たに作り替え、或いは縦に話を作り、ここに一冊の志異の書を表して、先人の好事家たちに肩を並べんと欲す」として聊斎志異を触発し作画した。
- 皇名月『花情曲』新版・あすかコミックス

巻11『黄英（黃英）』をもとに、全5話から成る漫画1990年に《月刊ASUKA増刊 外国ロマン・パラダイス号》掲載。

## 日本語訳一覧
- 柴田天馬 譯 『和譯 聊齋志異』玄文社 1919年、抜粋34編。国立国会図書館デジタルコレクション収録。影印。以下柴田訳は青柯亭刻本による日本語訳。
- 柴田天馬 譯 『聊齋志異』第一書房 1926年、上記の再刊普及版。国立国会図書館デジタルコレクション収録 影印。
- 田中貢太郎 譯 『支那文学大観 第12巻 聊齋志異』支那文学大観刊行会 1926年、抜粋訳 34篇。国立国会図書館デジタルコレクション収録 影印。開題（解題）は公田連太郎。
- 田中貢太郎 訳 『聊斎志異 復刻』明徳出版社 1997年、上記の支那文学大観刊行会版の再刊。原文写刻・公田連太郎注。ISBN 978-4896191349。
- 柴田天馬 譯 『聊齋志異』全10卷 創元社 1951-1952年[28]。戦後取り組んだ全訳版。1953年に毎日出版文化賞を受賞。
- 柴田天馬 譯 『定本 聊齋志異』全6巻 修道社 1955年。新装版 1967-69年。後者は伊達圭次・画入り
- 柴田天馬 譯 『完譯 聊齋志異』全8巻 角川文庫 1955-57年
- 柴田天馬 訳 『完訳 聊斎志異』改版全4巻 角川文庫 1969-1970年、新装復刊1989年
- 柴田天馬 訳 『ザ・聊斎志異 全訳 全一冊』 第三書館 1987年。愛蔵版「 2004年 ISBN 4807404067。大活字版 2007年 ISBN 4807406418
- 柴田天馬 訳 『和訳 聊斎志異』ちくま学芸文庫 2012年（解説南條竹則）。ISBN 9784480094568、抜粋35編で元版は上記の玄文社版
- 増田渉 訳 『聊齋志異 中國千夜一夜物語』 新流社 1948年、角川文庫 1952年、抜粋訳
- 増田渉・松枝茂夫 訳 『聊斎志異』（上・下） 平凡社〈中国古典文学全集21・22〉 1958-59年、青柯亭刻本系の版本を底本にした日本語全訳。
- 増田渉・松枝茂夫・常石茂・稲田孝 訳・古瀬敦[注 17] 協力『聊斎志異』（上・下） 平凡社〈中国古典文学大系40・41〉 1970-71年。上）ISBN 978-4582312409 下）ISBN 978-4582312416
上記の中国古典文学全集版とは別訳で、「會校會注會評本」を底本とした最初の日本語全訳。
  - 普及版『聊斎志異』（上・下） 平凡社〈奇書シリーズ〉 1973年。上）ISBN 978-4582338010 下）ISBN 978-4582338027
  - 改訂版『中国怪異譚 聊斎志異』（全6巻）、増田渉・松枝茂夫・常石茂・稲田孝 訳・古瀬敦 協力、平凡社ライブラリー 2009-2010年
 1）ISBN 978-4582766806、2）ISBN 978-4582766813、3）ISBN 978-4582766844、4）ISBN 978-4582766868、5)ISBN 978-4582766905、6）ISBN 978-4582766943
- 立間祥介 訳 『聊斎志異』岩波文庫（上・下） 1997年。上）ISBN 978-4003204016 下）ISBN 978-4003204023
  - ワイド版岩波文庫（上・下） 2010年。上）ISBN 978-4000073219 下）ISBN 978-4000073226

「會校會注會評本」を底本とした抜粋訳・92篇。文庫創刊70年の記念出版。
- 立間祥介 編訳 『聊斎志異』岩波少年文庫（31篇） 1997年。ISBN 978-4001131468。上記とは別版で、青少年向けの訳書（電子書籍化）[29]
- 志村有弘 訳 『聊斎志異の怪』角川ソフィア文庫（40篇、電子書籍化） 2004年。ISBN 978-4043490042
- 『中国古典小説選 9・10 聊斎志異』明治書院 2009年。ISBN 978-4625664137／ISBN 978-4625664144
 第9巻 黒田真美子 編訳（22篇）。第10巻 竹田晃・黒田真美子 編訳（29編）
 抜粋訳だが現代日本語訳・原文・書き下し・語注が揃った詳細な版。
- 黒田真美子[注 18] 訳 『聊斎志異』光文社古典新訳文庫（43篇、電子書籍化） 2021年2月。ISBN 978-4334754396

## 映像作品
- 1959年、日本テレビ『山一名作劇場』で『聊斎志異』としてテレビドラマ化された[30]。1959年4月21日 - 6月9日、20:00 - 20:30放送[30]。脚本：沼田幸司、長畑博司。演出：安藤勇二。出演者：東野英治郎、三島雅夫、楠田薫、松本克平、東山千栄子、河内桃子、平幹二朗、滝田裕介、宮崎恭子、稲葉義男、村瀬幸子、岩崎加根子、永田靖、大塚道子[31]。
- リー・ハンシャン監督の映画『真説チャイニーズ・ゴースト・ストーリー』（原題：倩女幽魂、1960年）は「聶小倩（じょうしょうせい、中国語版）」の翻案である。
- ツイ・ハーク製作、チン・シウトン監督の映画『チャイニーズ・ゴースト・ストーリー』（原題：倩女幽魂、1987年）は上記『真説チャイニーズ・ゴースト・ストーリー』のリメイクで、「聶小倩（中国語版）」の翻案である[注 19]。
- キン・フー監督の映画『侠女』（原題：侠女、1971年）は『侠女』の翻案である。
- キン・フー監督の映画『ジョイ・ウォンの魔界伝説（中国語版）』（原題：畫皮之陰陽法王、1993年）は『画皮（中国語版）』の翻案である。
- ゴードン・チャン監督の映画『画皮 あやかしの恋』（原題：畫皮、2008年）は『画皮（中国語版）』の翻案である。
- 聊斎志異（簡体字中国語: 聊斋3、2010年）：全36話のテレビドラマ。

Category:聊斎志異を題材とした作品、聊齋衍生作品列表（中国語版）も参照。